# Carney (Míchigan)
Carney es una villa ubicada en el condado de Menominee en el estado estadounidense de Míchigan. En el Censo de 2010 tenía una población de 192 habitantes y una densidad poblacional de 73,98 personas por km².

## Geografía
Carney se encuentra ubicada en las coordenadas 45°35′27″N 87°33′3″O / 45.59083, -87.55083. Según la Oficina del Censo de los Estados Unidos, Carney tiene una superficie total de 2.6 km², de la cual 2.6 km² corresponden a tierra firme y (0%) 0 km² es agua.

## Demografía
Según el censo de 2010, había 192 personas residiendo en Carney. La densidad de población era de 73,98 hab./km². De los 192 habitantes, Carney estaba compuesto por el 97.4% blancos, el 0% eran afroamericanos, el 0.52% eran amerindios, el 0.52% eran asiáticos, el 0% eran isleños del Pacífico, el 0.52% eran de otras razas y el 1.04% pertenecían a dos o más razas. Del total de la población el 0.52% eran hispanos o latinos de cualquier raza.